# Raml Souk
Raml Souk (în arabă رمل سوق) este o comună din provincia El Tarf, Algeria.
Populația comunei este de 3.715 locuitori (2008).